# Anny Meisser-Vonzun
Anny Meisser-Vonzun (* 31. März 1910 in St. Moritz; † 6. August 1990 in Chur, heimatberechtigt in Chur und Davos) war eine Schweizer Malerin, Zeichnerin und Lithographin.

## Leben und Werk
Anny Meisser-Vonzun war die Tochter des Hoteldirektors und Lehrers Otto und der Anna, geborene Monsch. Ihr Vater verstarb 1918 während der Spanischen Grippepandemie, ihre Mutter 1924. Mit ihren drei Schwestern blieb sie in St. Moritz zurück. Nachdem Anny Meisser-Vonzun 1928 bei Julius de Praetere an der Kunstgewerbeschule Zürich und anschliessend bei Otto Baumberger an der ETH Zürich bildnerische Kurse besucht hatte, studierte sie von 1932 bis 1936 an der Allgemeinen Gewerbeschule in Basel. Ihre Lehrer waren Arnold Fiechter, Fritz Baumann, Georg Albrecht Mayer (1875–1952) und Hermann Meyer (1878–1961).
1937 hatte Anny Meisser-Vonzun ihre erste Ausstellung beim Churer Antiquar Moham. Sie lernte dort den Maler Leonhard Meisser kennen, den sie 1939 heiratete. Anschliessend studierte sie für ein Jahr an der Académie Ranson unter Roger Bissière.
Anny Meisser-Vonzun malte keine heimischen Landschaftsbilder, da dies die Domäne ihres Mannes war, und konzentrierte sich stattdessen auf Stillleben und Interieurs sowie Kinderbildnisse. Erst später schuf sie auch Landschaftsbilder, die sie während der ausgedehnten Studienreisen im Ausland skizzenhaft festgehalten hatte.
Anny Meisser-Vonzun wurde 1941 Mitglied der Gesellschaft Schweizer Malerinnen, Bildhauerinnen und Kunstgewerblerinnen (GSMBK) und beteiligte sich in der Folge regelmässig an Gruppenausstellungen in der Schweiz, so im Kunstsalon Wolfsberg, in der Kunsthalle Bern, im Kunstmuseum Bern, Kunsthaus Glarus und Bündner Kunstmuseum.
Nach dem Zweiten Weltkrieg hielt sie sich mit ihrem Mann mindestens einmal im Jahr in Paris auf. Ihre Studienreisen führten sie in die Normandie, Bretagne, Camargue, Provence, Toskana sowie nach Venedig, Umbrien, Portugal, Spanien, Griechenland und die Inselwelt der Ägäis sowie nach Nordafrika. Die dabei entstandenen Skizzenblätter wurden im Atelier in Bilder umgesetzt. Die Werke stellte sie mit ihrem Mann regelmässig in Galerien in Basel, Arbon, Aarau, Schwanden, Genf und Bozen aus.
In Chur bezog das Paar 1954 sein eigenes Atelierhaus im oberen «Lürlibad» am Prasserieweg. Für die Schweizerische Ausstellung für Frauenarbeit schuf Anny Meisser-Vonzun 1958 ein sechs Quadratmeter grosses Wandbild Schlitteda. Es stellt die Schlittenfahrt junger Leute im winterlichen Engadin dar und befindet sich heute in Bundesbesitz.
Im Frühjahr 1959 beteiligte sie sich mit zwei anderen Schweizerinnen an der internationalen Malerinnen-Ausstellung «Club International Féminin» im Palais d’Art moderne, heute Musée d’art moderne de la Ville de Paris.
In den späteren Jahren begann Anny Meisser-Vonzun zu fotografieren und malte vermehrt abstrakt. Ihre Skizzen setzte sie in Gemälden oder in graphischen Lithographien, Holzschnitten und Monotypien um.
Die «Stiftung Leonard Meisser und Anny Vonzun» ist in kirchlichen, politischen oder säkularen Vereinigungen tätig, ihr Sitz liegt in Chur.